# Tadeusz Łęcki
Tadeusz Łęcki, ps. Orkan (ur. 8 kwietnia 1917 w Marculach, zm. 27 maja 1998) – pułkownik Wojska Polskiego, oficer AL.

## Życiorys
Syn Józefa i Stanisławy. Ukończył szkołę powszechną w Iłży i seminarium nauczycielskie w Kielcach. W 1938 ukończył Szkołę Podchorążych we Lwowie i skierowany został do służby w 52 pp. W jego szeregach wziął udział w kampanii wrześniowej, został ranny pod Zamościem. Następnie wrócił w rodzinne strony, gdzie podjął dorywczą pracę na roli. W 1942 został aresztowany przez Gestapo, a następnie wywieziony do obozu koncentracyjnego w Oświęcimiu. Zwolniony po jedenastu miesiącach. Po powrocie wstąpił do Polskiej Partii Robotniczej. Wiosną 1944 wstąpił do Armii Ludowej. Był szefem sztabu, a następnie zastępcą dowódcy oddziału partyzanckiego „Świt”. 17 października 1944 otrzymał nominację na dowódcę 2 Brygady AL „Świt”. W nocy z 27 na 28 października Brygada uderzyła na linie niemieckie pod Chotczą, przełamując po kilku dniach pozycje niemieckie, jednak ponosząc przy tym dotkliwe straty – ok. 170 zabitych i rannych. Tym samym Brygada zakończyła swoją działalność bojową. Po wojnie służył jako zawodowy żołnierz, dochodząc do stopnia pułkownika. Od lipca do września 1965 zastępca dyrektora Gabinetu ministra spraw wewnętrznych.
Był członkiem Rady Naczelnej Związku Bojowników o Wolność i Demokrację. Pochowany na cmentarzu Powązki Wojskowe w Warszawie (kwatera HII-6-18).

## Publikacje
- Nad wierną rzeką. Warszawa: Wydawnictwo Ministerstwa Obrony Narodowej, 1970. Brak numerów stron w książce[6]

## Odznaczenia i wyróżnienia
- Order Krzyża Grunwaldu III klasy.
- Srebrny Medal „Za zasługi dla obronności kraju” (1970)[7]
- Honorowy członek Związku Ochotniczych Straży Pożarnych (1969)[8]